# Барк Петро Львович
Петро Львович (Людвігович) Барк (англ. Sir Peter Bark; 6 (18) квітня 1869, село Новотроїцьке Олександрівського повіту Катеринославської губернії — 16 січня 1937, м. Обань, поблизу Марселя) — російський державний діяч, видатний державний банкір, керуючий Міністерством фінансів (з 30 січня 1914 року), таємний радник (з 1 січня 1915 року), член Державної Ради (з 29 грудня 1915 року), останній міністр фінансів Російської імперії (з 6 травня 1914 по 28 лютого 1917 року).
У 1935 році здобув титул баронета Британської імперії.

## Сім'я
Православний, виходець з дворян Ліфляндської губернії. Батько — Людвіг Генріхович Барк (1835—1882), керуючий Великоанадольський лісництвом. Мати — Юлія Петрівна Тимченко (1849—1931). Дружина — баронеса Софія Леопольдівна фон Бер (1867—1957). Діти — Ніна (1900—1975), одружена з М. Д. Семеновим-Тянь-Шанським, Георгій (1904—1936, його ранню смерть П. Л. Барк пережив дуже важко і незабаром помер).

## Освіта та кар'єра
У 1887 році закінчив гімназійний курс в училище при лютеранської церкви св. Анни в Петербурзі.
У 1891 році закінчив юридичний факультет Санкт-Петербурзького університету. З 1892 року перебував на службі помічником столоначальника в Особливій канцелярії по кредитній частині Міністерства фінансів Російської імперії, прямував у службових справах в Берлін, Лондон і Амстердам. У 1892—1893 роках неодноразово стажувався в Німеччині, Франції, Голландії і Англії.
У серпні 1894 роки перевівся на службу в Державному банку Російської імперії, де починав працювати на посаді молодшого столоначальника. У наступному році став секретарем керівника. Протягом шести місяців вивчав в Берліні банківську справу, стажуючись у відомому берлінському банкірському будинку Мендельсонів.
З листопада 1897 по лютий 1905 року служив одним з директорів Петербурзької контори Державного банку, очолюючи відділення закордонних операцій. Тим часом розроблена Вітте Сергієм Юлійовичем програма російської економічної експансії на Середньому і Далекому Сході, реалізація якої почалася на рубежі століть, зажадала слушних і професійних виконавців. Вважався якраз таким Барк, який в лютому 1898 року отримав нове призначення і став головою правління Обліково-позичкового банку в Персії, а через рік увійшов до правління Російсько-китайського банку (обидва банку були негласними філіями російського Державного банку). У 1901 році Барк також був обраний товаришем голови щойно утвореного фондового відділу Петербурзької біржі, а ще через рік став директором правління товариства Ензелі-Тегеранської залізниці і перського страхового і транспортного товариств.
У лютому 1905 року Барк очолив Санкт-Петербурзьку контору Державного банку, а рік по тому став товаришем керуючого банком Сергія Івановича Тімашева. Тлумачний і компетентний чиновник, Барк розглядався в фінансовому відомстві як ймовірний кандидат на місце Тімашева, але саме реальна ймовірність цього призначення і змусила його подати у відставку з міністерства фінансів. Настільки масштабна керівна посада на той момент не входила в плани і була не зовсім в характері Барка. Він вважав за краще зайнятися комерцією і піти на більш спокійне місце, в Міністерство внутрішніх справ Російської імперії, де був призначений дійсним членом опікунської ради Петра Григоровича Ольденбургського.

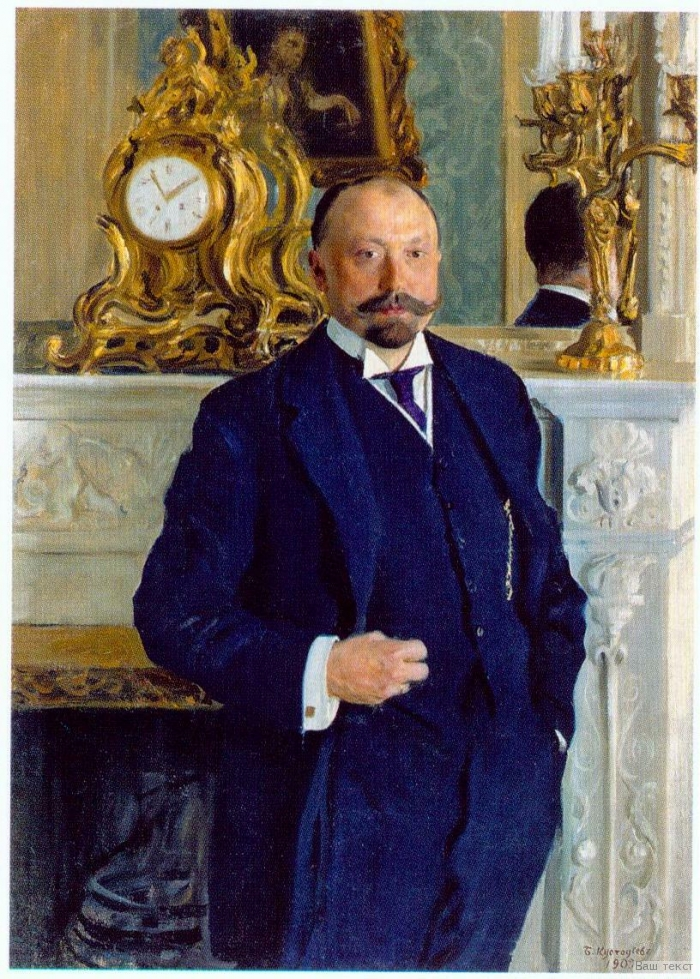
портрет роботи Б. Кустодієва, 1909

У період з 1907 по 1911 рр. був у відставці з держслужби і працював директором-розпорядником та членом правління Волзько-Камського комерційного банку.

## Служба в уряді
З 10 серпня 1911 року, з ініціативи голови Ради міністрів П. А. Столипіна, Барк був проведений в дійсного статського радника і призначений товаришем Міністерства торгівлі і промисловості Російської імперії С. І. Тімашева. За словами колишнього в той час міністром фінансів Коковцов В. М., це призначення мало на меті «приручити» Барка і підготувати в його особі «більш поміркованим», ніж Коковцов, міністра фінансів.
Трагічна загибель Столипіна 1 вересня 1911 року у Києві відстрочила, але зовсім не скасувала ці далекосяжні плани. Барк за характером своїм була людина  «нетерпимий, зарозумілий і недружній» , не користувався ні довірою, ні прихильністю самого Тімашева, що не був він також і популярний у оточуючих. На загальну думку колег ще по міністерству торгівлі та промисловості, Барк був «величиною, безумовно, негативною» і відразливою. Проте, 30 січня 1914 року він був призначений на місце керуючого Міністерством фінансів, а три місяці по тому, 6 травня того ж року зайняв одночасно пост міністра фінансів і шефа Окремого корпусу прикордонної варти.

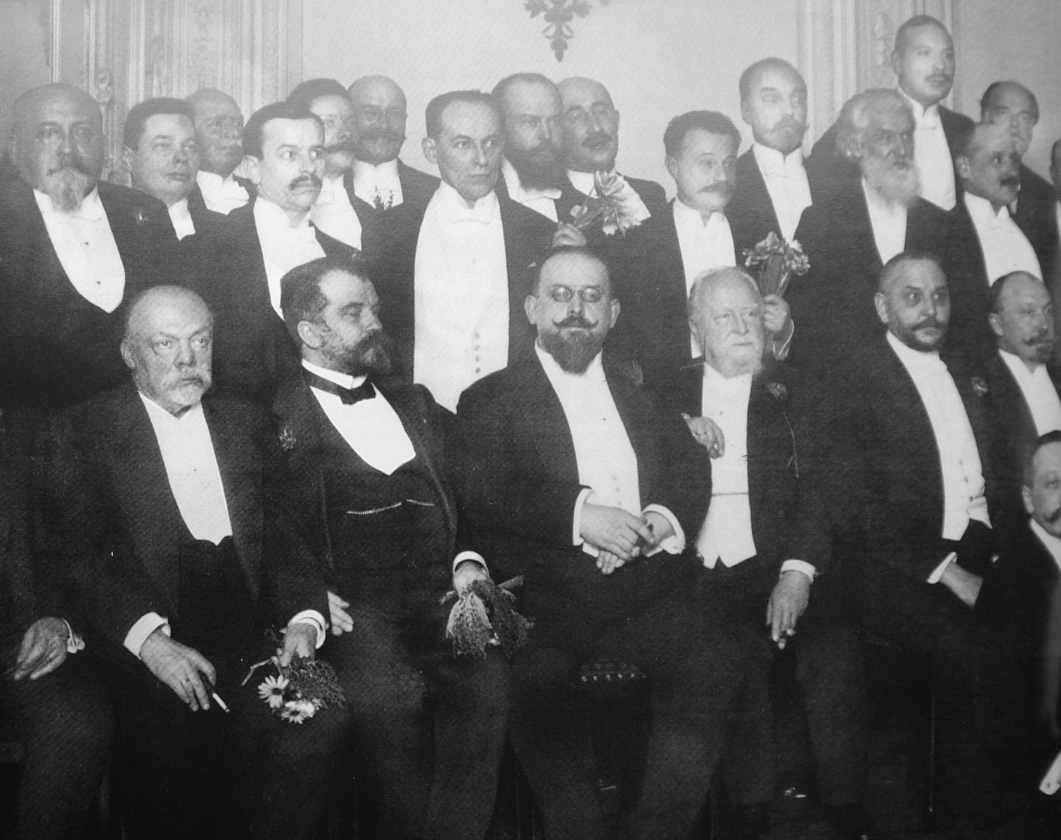
Вшанування Петра Барка в міністерстві фінансів (1914 рік)

Призначення Петра Барка трапилося буквально напередодні початку війни з Німеччиною. Вибір Миколи II можна пояснити почасти прагненням імператора зміцнити бюджет та бажанням реформувати фінансову систему, побудованій, частково, на винній монополії. Ще до призначення на посаду керуючого міністерством, 26 січня 1914 року, Барк на Найвищій аудієнції представив цареві свою фінансову програму, досить неординарну. Він категорично заявив:  «Не можна будувати добробут скарбниці на продажу горілки … Необхідно ввести прибутковий податок і вжити всіх заходів для скорочення споживання горілки».  Через пів року з його ініціативи законом від 16 вересня 1914 року торгівля горілкою на час війни була припинена. І хоча програма Барка, крім скасування винної монополії і введення прибуткового податку, включала також і розширення емісійного права Державного банку і надання йому деякої самостійності в рамках Міністерства фінансів, вона все ж викликала різку протидію Державної думи Російської імперії.
Введення «сухого закону» мало неоднозначні наслідки. З одного боку, уряду вдалося скоротити споживання алкоголю до 0,2 літра на душу населення, підвищити продуктивність праці та знизити кількість прогулів. Однак для покриття «бюджетної дірки» були підвищені акцизи на ряд інших товарів повсякденного попиту. При цьому державі довелося виплачувати компенсації власникам лікеро-горілчаних, винних і пивних заводів і залишити без роботи людей, що займалися виробництвом і продажем спиртних напоїв. Почали розквітати таємне самогоноваріння, споживання сурогатів, отруєння ними, порушення закону окремими вінозаводчікамі, однак ці негативні явища були за масштабами незрівнянно менше позитивних зрушень і не могли затьмарити загальної оптимістичної картини.
1 січня 1915 року Барк отримав чин таємного радника, до того моменту він перебував в масонській ложі. У серпні цього ж року підписав спільно з іншими міністрами листа Миколаю II про  «корінному різнодумство»  з Іваном Горемикін і неможливості працювати з ним. Фінансування військових витрат він здійснював за рахунок грошової емісії, зовнішніх і внутрішніх позик, при цьому тісно контактуючи з керівниками фінансових відомств країн Антанти. Був противником спроб почати розслідування питання про національну приналежність капіталів російських комерційних банків. Член Державної ради з грудня 1915 і по лютий 1917 року зі залишенням на посаді міністра фінансів.
Позиція Барка по більшості фінансових і політичних питань зустрічала протидію як політичних, так і придворних кіл. Проте все це не завадило Петрові Барку залишитися на своєй посаді в період «міністерської чехарди», незважаючи навіть на те, що в «боротьбі» за його якнайшвидше зміщення брали жваву участь такі впливові політичні фігури, як міністр внутрішніх справ Олексій Хвостов, голова Ради міністрів Борис Штюрмер, а також Олексій Путилов і Олександр Вишнеградський. Крім того, за деякими повідомленнями, проти нього намагався інтригувати мав вплив на імператрицю і входив в оточення Распутіна князь Михайло Андроник. За власним визнанням Барка, весь секрет його стійкості полягав виключно в тактиці лавірування:  «Мені постійно доводилося йти на компроміс і маневрувати між стикаються течіями».  Саме за це свою якість він і отримав прізвисько «непотоплюваний Барк». Так йому вдалося протриматися на своєму місці аж до Лютневої революції.

## Революція і громадянська війна
У період Лютневої революції був під арештом з 1 по 5 березня (його заарештував власний лакей, якому він в 1915 році не зміг допомогти уникнути відправлення на фронт), ордер на арешт підписав А. Ф. Керенський, який пояснив, що «Комітет громадського порятунку» вважав незручним йти проти волевиявлень повсталого народу". Після звільнення Петро Барк разом з сім'єю поїхав у Крим.
У період Громадянської війни використовував свої колишні міністерські зв'язки для фінансування Білого руху.

## Еміграція
З 1920 року в еміграції в Англію. Жив у Лондоні, де вищі фінансові кола залучили його до роботи як експерта й радника. Мав в цій якості вагу і поступово придбав великий авторитет в урядових колах. Одночасно Барк керував лондонським відділенням Об'єднання діячів російських фінансових відомств. Автор спогадів, посмертно опублікованих в журналі «Відродження».
Один із засновників Союзу ревнителів Пам'яті Імператора Миколи II.
У Лондоні був радником керуючого Банком Англії (у справах країн Східної Європи). Обіймав керівні посади в освічених під егідою Банку Англії Англо-Австрійському, Англо-Чехословацькому, Хорватському, Британському і Угорському банках і в Банку країн Центральної Європи. Представляв директора Банку Англії в американському National City Bank.
У 1929 році нагороджений англійським орденом, зразковим чином вів фінансові та майнові відносини членів російського імператорського дому, які емігрували, за що й був зведений у лицарське звання королем Англії. У 1935 році Петро Барк прийняв англійське підданство і здобув титул баронета.
Петро Людвігович Барк помер 16 січня 1937 року. Похований на російському кладовищі в Ніцці.

## Твори
- Барк П. Л. Воспоминания // Возрождение. — 1965—1967. — № 157—184.
- Барк П. Л. Воспоминания последнего министра финансов Российской Империи 1914—1917: В 2 т. — М.: Кучково поле, 2017. — 1048 c. — ISBN 978-5-9950-0656-5